# Veberöd
Veberöd uttal (fil) är en tätort i östra delen av Lunds kommun och kyrkby i Veberöds socken i Skåne, belägen i ett naturskönt område vid Romeleåsens fot och ungefär två mil från Lund.

## Historia
Namnet Veberöd är känt sedan 1510-talet och skrevs då Vebre. Förleden kan vara ett ursprungligt ägonamn innehållande adjektiven vid och bred. Efterleden -röd, vilket har samma ursprung som -ryd och -red, betyder röjning eller öppen mark och är vanlig i hela Götaland. Byn har dock äldre anor och med kol-14-metoden har man funnit avlagringar på tre ställen i marken från 400-talet. Här fanns bondgårdar som låg i en hästskoform runt bäcken vilken möjligen kan förklara namnets förled.
Den medeltida kyrkan byggdes om på 1850-talet av Carl Georg Brunius. På 1700-talet fanns det 25 gårdar i byn och 9 gatehus, det var hus utan tillhörande mark. Veberöds historia finns i byns byakista, som byalaget förvaltar. De som brukade jorden benämndes åbor. Byn har ägts av både frälse och kyrkan. Den första gården som friköptes av en ofrälse var Clows gård. Byn skiftades i början av 1800-talet. Därefter byggdes den ut mot norr, något år innan järnvägen kom till.

### Ljungen, ängavången
Ljungen heter ängsvången som ligger öster om byn. De periodvis översilade markerna kring Klingavälsån var av största betydelse som ängsmark i forna dagars bondesamhälle. Mellan ängsmarkerna och ljungens gårdar finns hävdade betesmarker och åkrar med kvarstående ekar. Hasslemölla är en liten vattenkvarn, som tillsammans med tillhörande gårdsbyggnader ligger invid ett av Klingavälsåns biflöden i östra sidan av byn. Kvarnen är liksom en av uthuslängorna byggd i korsvirke. Byggnadsbeståndet tillhör 1800-talets mitt och senare hälft.
Veberöds stationssamhälle utvecklades efter att Malmö-Tomelilla Järnväg (MöToJ) färdigställts år 1893 och Veberöds station anlagts. MöToJ sammanslogs 1896 med Simrishamn-Tomelilla Järnväg (CTJ) till Malmö-Simrishamns järnväg (MSJ). Efter järnvägens tillkomst etablerades flera industrier i Veberöd. Den största var tegelbruket, som var beläget i samhällets västra del. Dessutom fanns stärkelsefabrik och garveri i Veberöd.
Veberöd är kyrkby i Veberöds socken och ingick efter kommunreformen 1862 i Veberöds landskommun. I denna inrättades för orten 13 juni 1919 Veberöds municipalsamhälle som upplöstes 31 december 1957. Orten ingår sedan 1974 i Lunds kommun.

### Befolkningsutveckling
| Befolkningsutvecklingen i Veberöd 1960–2020 | Befolkningsutvecklingen i Veberöd 1960–2020 | Befolkningsutvecklingen i Veberöd 1960–2020 | Befolkningsutvecklingen i Veberöd 1960–2020 | Befolkningsutvecklingen i Veberöd 1960–2020 |
| ------------------------------------------- | ------------------------------------------- | ------------------------------------------- | ------------------------------------------- | ------------------------------------------- |
|                                             |                                             |                                             |                                             |                                             |
| År                                          |                                             |                                             | Folkmängd                                   | Areal (ha)                                  |
| 1960                                        | 1960                                        |                                             | 989                                         |                                             |
| 1965                                        | 1965                                        |                                             | 1 155                                       |                                             |
| 1970                                        | 1970                                        |                                             | 1 505                                       |                                             |
| 1975                                        | 1975                                        |                                             | 2 842                                       |                                             |
| 1980                                        | 1980                                        |                                             | 3 604                                       |                                             |
| 1990                                        | 1990                                        |                                             | 3 574                                       | 242                                         |
| 1995                                        | 1995                                        |                                             | 3 622                                       | 243                                         |
| 2000                                        | 2000                                        |                                             | 3 569                                       | 245                                         |
| 2005                                        | 2005                                        |                                             | 3 717                                       | 256                                         |
| 2010                                        | 2010                                        |                                             | 4 062                                       | 267                                         |
| 2015                                        | 2015                                        |                                             | 4 850                                       | 395                                         |
| 2020                                        | 2020                                        |                                             | 5 575                                       | 403                                         |
| Anm.: Sammanvuxen med Idala 2015.           |                                             |                                             |                                             |                                             |

## Samhället
I Veberöd finns Veberöds kyrka, två dagligvaruaffärer, ett flertal restauranger, byggvaruhandel, apotek, en garnaffär, en obemannad och två bemannade bensinstationer samt ett friluftsbad som är öppet under sommarsäsongen.

### Handel
I Veberöd finns en Ica-butik (Ica Nära) och en Coop-butik.
Coop-butiken hette tidigare Konsum och drivs av Veberöds konsumtionsförening. Konsumentföreningen öppnade sin första butik 1932 och flyttade till en för tiden modern livsmedelshall 1974. 1946–1993 hade föreningen även en filial i Blentarp. Sedan konsumentföreningen i Kågeröd upplöstes år 2019 är Veberöds konsumtionsförening den enda konsumentföreningen i Skåne med enbart en butik.

### Bankväsende
Veberöd hade ett sparbankskontor tillhörande Gamla Sparbanken i Lund och dess efterföljare har behållit ett kontor i Veberöd.
Malmö folkbank öppnade ett kontor i Veberöd som år 1917 övertogs av Industribanken. Denna bank uppgick i sin tur i Nordiska handelsbanken. När denna bank rekonstruerades år 1925 fördes dess kontor i Veberöd över till Sydsvenska banken. Denna bank, senare kallad Skånska banken, fanns kvar i Veberöd tills den togs över av Handelsbanken.
Den 31 maj 2021 stängde Handelsbanken sitt kontor i Veberöd. Därefter var Sparbanken Skåne ensam bank på orten.

## Kommunikationer
Tätorten Veberöd har bussförbindelser med Lund, Sjöbo och Malmö. Riksväg 11 passerar norr om tätorten. Länsväg 102 börjar vid Trafikplats Veberöd väster. Den leder in i byn och fortsätter sedan söderut mot Skurup.
Järnvägen förstatligades 1943 och persontrafiken på sträckan Malmö-Veberöd-Tomelilla nedlades 1970. Godstrafiken på sträckan Önneslöv-Veberöd-Sjöbo, som bl.a. användes av tegelbruket i Veberöd, fanns kvar till 1974. Tågen ersattes av buss som trafikerar Lund - Ystad och Malmö - Sjöbo. Det finns planer på att återuppbygga Simrishamnsbanan och Veberöd skulle då få järnvägstrafik på nytt.

## Utbildning
I Veberöd finns två skolor, Idalaskolan (F-3)och Svaleboskolan (F-9) med tillhörande fritidsgård. Idalaskolan färdigställdes inför höstterminen 2020, och ersatte därmed den gamla Idalaskolan som revs pga mögelskador.

## Friluftsliv
Klingavälsåns dalgång är ett av Skånes största naturreservat och har stora naturvärden, inte minst för flyttande, rastande eller häckande våtmarksfåglar. Dalgången sträcker sig från Kävlingeån och Vombsjöns västra sida till Ilstorp och Sövdemölla nära utloppet från Sövdesjön.

## Föreningsliv
Veberöd har ett fyrtiotal intresseföreningar. Störst av dessa är fotbollsklubben Veberöds AIF (VAIF) med både dam- och herrlag i representationsserier och tillhörande ungdoms-, pojk- och flicklag. Mest känd är VAIF för sensationssegern 1993 i svenska cupen då man efter man slagit ut allsvenska laget Trelleborgs FF även slog ut IFK Göteborg. Flera allsvenska spelare är även fostrade i VAIF, bland annat landslagsmeriterade Therese Sjögran som vann diamantbollen 2007.
En mindre känd men inte för det mindre meriterad förening är Veberöd RHC. Denna förening existerade mellan åren 1994 och 2000 och var aktiv inom marginalsporten rullbandy och tog hem två SM-guld, med ett flertal spelare i landslaget.
Veberöds scoutkår är en del i KFUK-KFUM och anordnar vartannat år en stor loppmarknad i Veberöd på Romelevallen. Det är även scoutkåren som har ansvar för driften av friluftsbadet i Veberöd.

## Personer med anknytning till Veberöd
- Jesper Rönndahl, komiker
- Therese Sjögran, fotbollsspelare
- Martin Svensson, "Veberödsmannen"
- Johan Linander, politiker
- Lutfi Kolgjini, travkusk
- Hans Fagius, organist, professor
- Stefan Casta, författare